# Kloster Bellefontaine

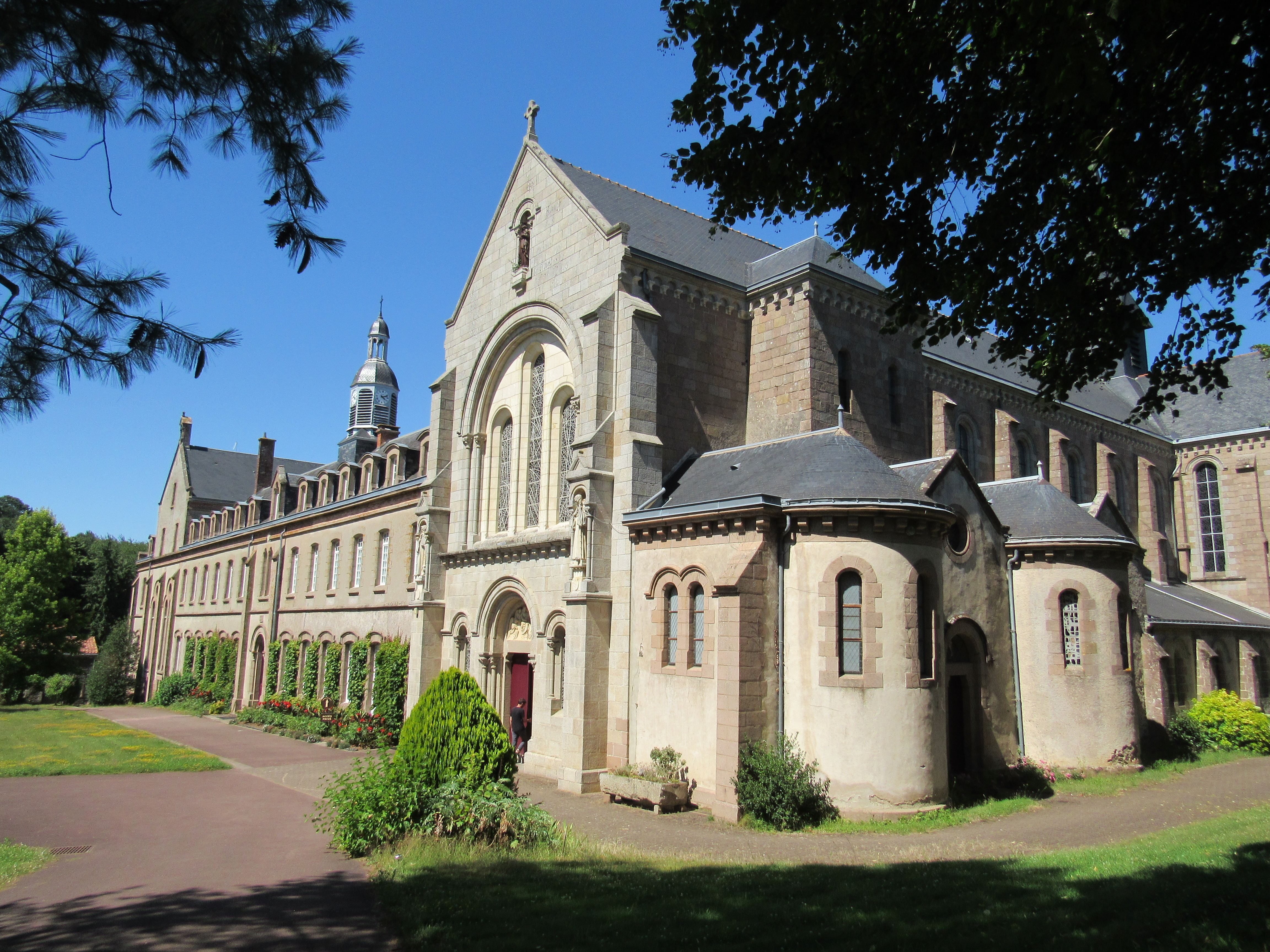
Trappistenabtei Bellefontaine

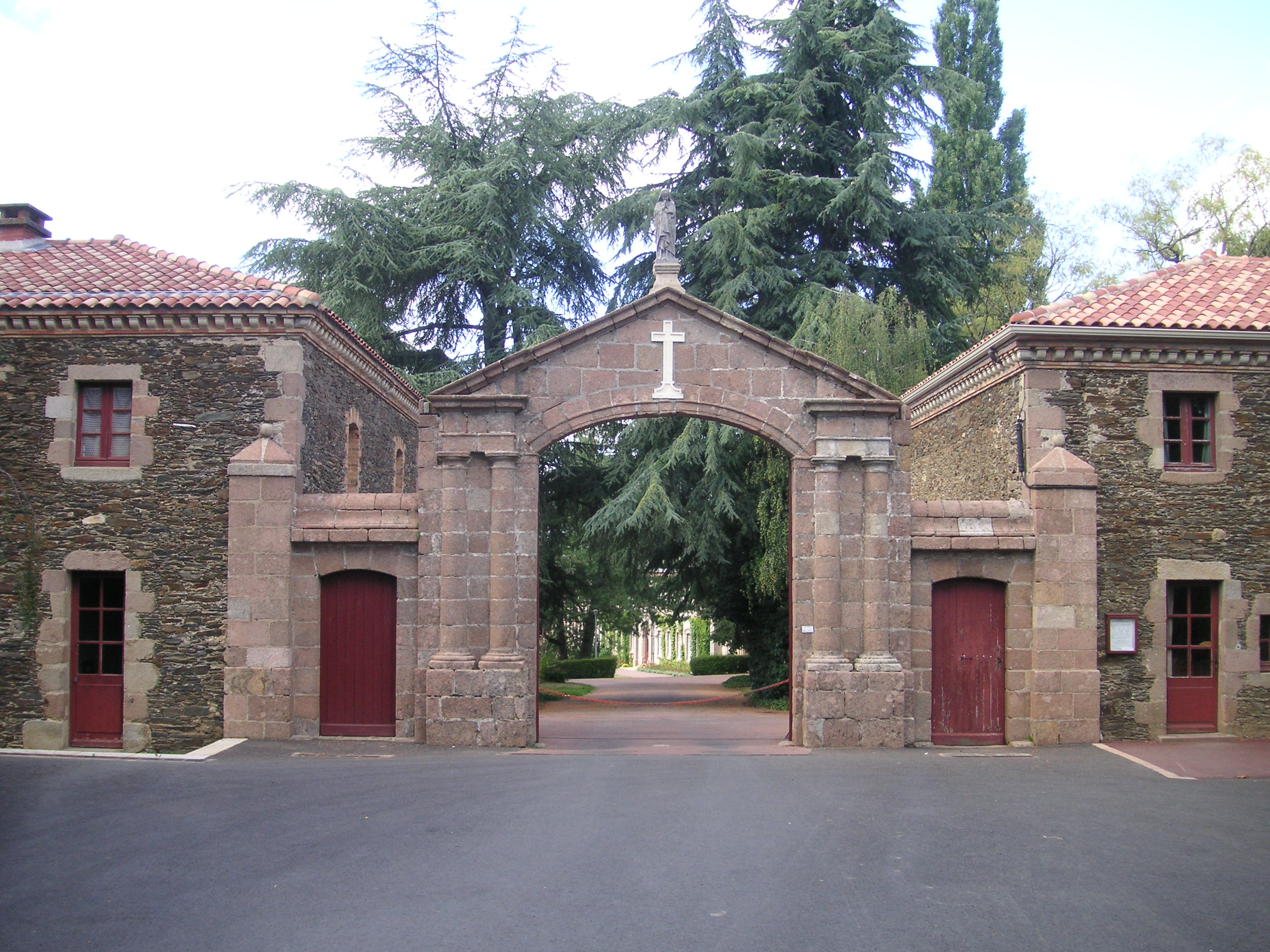
Eingang zur Trappisten-Abtei

Kloster Bellefontaine (lat. Abbatia B. M. de Bellofonte) ist eine französische Trappistenabtei in Bégrolles-en-Mauges, Département Maine-et-Loire, Bistum Angers, unweit Cholet.

## Geschichte
Kloster Notre Dame de Bellefontaine war vom 12. bis zum 17. Jahrhundert benediktinisch, von 1642 bis zur Aufhebung durch die Französische Revolution diente es als Kloster der Feuillanten. 1816 kaufte der aus Nordamerika zurückgekehrte Trappist Urbain Guillet im Auftrag von Augustin de Lestrange die Reste des Klosters und gründete eine Kommunität, die sich erfolgreich entwickelte. Seit 1966 unterhält die Abtei den Verlag „Éditions Monastiques Abbaye de Bellefontaine“ mit einem Schwerpunkt in orientalischer Spiritualität.

### Gründungen
Von Kloster Bellefontaine gingen folgende Gründungen aus:

#### Männer
- Abtei Fontgombault (1849–1904, ab 1948 wieder benediktinisch)
- Kloster Oka (Abbaye Notre-Dame du Lac) in Oka (Québec), Kanada, 1880; nach Saint-Jean-de-Matha, Québec, verlegt 2009
- Kloster Prairies (Notre-Dame des Prairies) in Saint-Norbert, Manitoba 1892; nach Holland, Manitoba, verlegt 1978
- (unterstützend) Kloster Our Lady of the Valley in: Lonsdale, Cumberland (Rhode Island), am Blackstone River, Rhode Island (1900–1950, Nachfolgerin von Kloster Petit Clairvaux in Tracadie, Nova Scotia, Kanada) (ab 1950: St Joseph’s Abbey in Spencer, Worcester County (Massachusetts))
- Notre Dame du Kokoubou, 26 km westlich von Parakou in Benin (1972)

#### (unterstützend) Frauen
- Kloster Gardes (Notre Dame des Gardes) in Saint-Georges-des-Gardes, Département Maine-et-Loire

### Äbte
- 1115–1149: Pierre I.
- 1150–1168: Gérard I.
- 1168–1170: Chrétien
- 1170–1173: Bruno
- 1173–1187: Jean I.
- 1187–1200: Gérard II.
- 1200–1223: Jean II.
- 1223–12??: Pierre II.
- 12??–1345: Pierre III.
- 1345–1403: Pierre IV.
- 1403–1429: Thibaud
- 1429–14??: Louis I.
- 14??–1488: Robert I.
- 1488–1525: Robert II. de L’Espinose
- 1525–1539: Pierre V. Lambert
- 1539–1552: Guillaume I. Menier
- 1552–1558: Guillaume II. Goupilleau
- 1558–1564: Vakanz
- 1565–1595: Charles I. de Bourbon, prince de La Roche-sur-Yon
- 1595–1598: Nicolas de Thou
- 1598–1602: Jacques Auguste de Thou
- 1602–1609: René Maquenon
- 1610–1642: Simon de La Lucière
- 1642–1649: Michel I. Sublet d’Heudicourt
- 1649–1680: Henri de Bruc de Montplaisir
- 1680–1704: Jean-François de Bruc de Montplaisir
- 1704–1709: Charles II. Marcien de Druy
- 1709–1710: François I. Le Roy de Chavigny
- 1710–1720: Louis II. de Balzac d’Entragues
- 1721–1735: François II. Mareschal
- 1735–1736: Vakanz
- 1737–1754: Guillaume III. Geoffroy-Jean-Pierre de Blanes de Millas
- 1754–1789: Pierre VI. Léonard de Luage

### Obere
- 1816–1817: Urbain Guillet
- 1817–1828: Michel II Le Port

### Äbte
- 1828–1830: Michel II Le Port
- 1830–1845: Fulgence Guillaume
- 1845–1850: Augustin de La Forest de Divonne
- 1850–1866: Fulgence Guillaume
- 1866–1930: Jean-Marie Chouteau (63 Jahre lang Abt !)
- 1930–1936: Jean-Baptiste Auger
- 1936–1952: Gabriel Sortais
- 1952–1987: Emmanuel Coutant
- 1987–2004: Étienne Baudry
- 2004-: Jean-Marc Chéné